# Malinówka (sielsowiet Zalesie)
Malinówka (biał. Малінаўка; ros. Малиновка) – wieś na Białorusi, w obwodzie witebskim, w rejonie głębockim, w sielsowiecie Zalesie.
Dawniej używana nazwa – Przytyki, Prytyki.

## Historia
W czasach zaborów wieś prywatna w gminie Zaleś w powiecie dzisieńskim, w guberni wileńskiej Imperium Rosyjskiego. W 1866 we wsi zamieszkiwało 66 osób.
W latach 1921–1945 wieś Prytyki leżała w Polsce, w województwie wileńskim, w powiecie dziśnieńskim, w gminie Zalesie.
Według Powszechnego Spisu Ludności z 1921 roku zamieszkiwało tu 100 osób, 1 była wyznania rzymskokatolickiego, 99 prawosławnego. Jednocześnie wszyscy mieszkańcy zadeklarowali białoruską przynależność narodową. Było tu 21 budynków mieszkalnych. W 1931 w 19 domach zamieszkiwało 115 osób.
Wierni należeli do parafii rzymskokatolickiej w Łużkach i parafii prawosławnej w Zalesiu. Miejscowość podlegała pod Sąd Grodzki w Łużkach i Okręgowy w Wilnie; właściwy urząd pocztowy mieścił się w Zalesiu.
W wyniku napaści ZSRR na Polskę we wrześniu 1939 miejscowość znalazła się pod okupacją sowiecką. 2 listopada została włączona do Białoruskiej SRR. Od czerwca 1941 roku pod okupacją niemiecką. W 1944 miejscowość została ponownie zajęta przez wojska sowieckie i włączona do Białoruskiej SRR.
Od 1991 w składzie niepodległej Białorusi.